# Aburina tetragramma
Aburina tetragramma is een vlinder van de familie van de spinneruilen (Erebidae), van de onderfamilie van de Pangraptinae. De wetenschappelijke naam van deze soort is voor het eerst voorgesteld door George Francis Hampson in een publicatie uit 1926.
De soort komt voor in Nigeria en Oeganda.